# Cratospila curvabilis
Cratospila curvabilis är en stekelart som beskrevs av Bhat 1980. Cratospila curvabilis ingår i släktet Cratospila och familjen bracksteklar. Inga underarter finns listade i Catalogue of Life.